# Misericordia (arma)
La misericordia (anche conosciuta col nome di trafiere) è un pugnale del tipo dello stiletto e del quadrello utilizzato per dare un colpo mortale ad un avversario già ferito.

## Storia
Apparve fin dal XII secolo, ed era usata in tutta Europa, almeno sino al XVII secolo.

## Caratteristiche
Essa aveva la lama triangolare o a sezione di losanga. Era considerata uno dei prodotti tipici degli armaioli di Albacete. La struttura, robusta ma sottile permetteva di colpire attraverso gli spazi lasciati scoperti dalle armature.